# Argyrophorodes angolensis
Argyrophorodes angolensis là một loài bướm đêm trong họ Crambidae.